# Eidgenössische Volksinitiative «Ja zum Verhüllungsverbot»
Die eidgenössische Volksinitiative «Ja zum Verhüllungsverbot» ist eine im Jahre 2017 eingereichte Volksinitiative in der Schweiz, welche vom Egerkinger Komitee (einer antiislamischen Organisation) lanciert wurde. Die Initiative verlangt, dass an öffentlich zugänglichen Orten niemand sein Gesicht verhüllen darf.
Die Volksinitiative kam am 7. März 2021 zur Abstimmung und wurde von Volk und Ständen angenommen. Das sogenannte Verhüllungsverbot tritt am 1. Januar 2025 in Kraft.

## Die Initiative

### Initiativtext
Art. 10a Verbot der Verhüllung des eigenen Gesichts
1 Niemand darf sein Gesicht im öffentlichen Raum und an Orten verhüllen, die öffentlich zugänglich sind oder an denen grundsätzlich von jedermann beanspruchbare Dienstleistungen angeboten werden; das Verbot gilt nicht für Sakralstätten.
2 Niemand darf eine Person zwingen, ihr Gesicht aufgrund ihres Geschlechts zu verhüllen.
3 Das Gesetz sieht Ausnahmen vor. Diese umfassen ausschliesslich Gründe der Gesundheit, der Sicherheit, der klimatischen Bedingungen und des einheimischen Brauchtums.
Art. 197 Ziff.12
Übergangsbestimmung zu Art. 10a (Verbot der Verhüllung des eigenen Gesichts)

### Initiativkomitee
Das Initiativkomitee gemäss Art. 68 Abs. 1 Bst. e BPR besteht aus 27 Mitgliedern, grossenteils Mitgliedern der Schweizerischen Volkspartei (SVP).
Hinter der Volksinitiative steht weiter eine überparteiliche Trägerschaft aus Mitgliedern der SVP, der EDU und der FDP sowie Parteilosen; das Co-Präsidium entspricht den Vorstandsmitgliedern des Egerkinger Komitees im Jahre 2016: Walter Wobmann, Ulrich Schlüer, Roland Haldimann, Patrick Freudiger, Daniel Zingg.

### Argumente des Initiativkomitees
Das Initiativkomitee geht davon aus, dass in aufgeklärten Staaten wie der Schweiz gelte: «Freie Menschen – Frauen und Männer – blicken einander ins Gesicht, wenn sie miteinander sprechen.» Dass das auch für Frauen gelte, sei «ein Gebot elementarer Gleichberechtigung.» Durch die Initiative entstehe «kein Konflikt mit Religions- und Meinungsfreiheit», ein «Grossteil der Muslime» lehne die Ganzkörperverhüllung ebenfalls ab. Die Initiative richte sich «auch gegen jene Verhüllung, der kriminelle oder zerstörerische Motive zugrunde liegen.» Die Sicherheitsorgane erhielten «den Auftrag, gegen vermummte Straftäter konsequent vorzugehen».

## Spannungsverhältnis zu den Grundrechten
Der neu eingeführte Art. 10a greift in die Grundrechte der Bundesverfassung und des Völkerrechts ein. In erster Linie ist die Glaubens- und Gewissensfreiheit betroffen, insbesondere jene muslimischer Frauen. Sofern die Ungleichbehandlung ihnen gegenüber nicht verhältnismässig und sachlich begründet ist, liegt eine unzulässige Diskriminierung vor. Da die Auswahl der Bekleidung Ausdruck der individuellen Selbstbestimmung ist, wird auch das Recht auf persönliche Freiheit und Achtung des Privatlebens eingeschränkt. In einer unzulässigen Art und Weise greift Art. 10a in die Versammlungsfreiheit ein. Der Kerngehalt des Grundrechts, der unantastbar ist, wird durch das strikte Vermummungsverbot in Art. 10a verletzt.
Die Europäische Menschenrechtskonvention, die die Schweiz ratifizierte, garantiert die oben genannten Rechte ebenfalls. Bislang hat sich der Europäische Menschenrechtsgerichtshof noch nicht zum schweizerischen Verhüllungsverbot geäussert. Er urteilte zwar zweimal über das französische und belgische Pendant. Die Aussagekraft dieser Rechtsprechung für die Schweiz ist jedoch schwierig einzuschätzen.

## Behandlung der Initiative

### Vorgeschichte
Im schweizerischen Parlament, der aus Nationalrat und Ständerat bestehenden Bundesversammlung, wurden verschiedene Vorstösse für ein Verhüllungsverbot abgelehnt: im Jahre 2012 eine Standesinitiative des Kantons Aargau, im Jahre 2013 eine Motion von Nationalrat Hans Fehr (SVP) und im Jahre 2017 eine parlamentarische Initiative von Nationalrat Walter Wobmann (SVP).
Der Kanton Tessin stimmte an einer Volksabstimmung am 22. September 2013 für die Verankerung eines Gesichtsverhüllungsverbots in der Kantonsverfassung. Das Ausführungsgesetz wurde am 23. November 2015 vom Kantonsparlament verabschiedet und trat am 1. Juli 2016 in Kraft.
Der Kantonsrat (Parlament) des Kantons St. Gallen beschloss am 18. September 2017 ein Verhüllungsverbot im öffentlichen Raum. Gegen das Gesetz wurde das Referendum ergriffen; in der Volksabstimmung vom 23. September 2018 wurde es von den Stimmberechtigten angenommen.
Mehrere andere Kantone haben aber ein Verhüllungsverbot ausdrücklich abgelehnt (Zürich, Bern, Glarus und Basel-Stadt).
Verschiedene andere europäische Länder haben auch bereits ein Verhüllungsverbot eingeführt.

### Einreichung der Volksinitiative
Mit der Publikation des Initiativtexts im Bundesblatt am 15. März 2016 begann der Fristenlauf von 18 Monaten für die Sammlung von mindestens 100'000 Unterschriften (Art. 139 Abs. 1 BV). Die gesammelten Unterschriften wurden am 15. September 2017 eingereicht. Mit Verfügung vom 11. Oktober 2017 stellte die Bundeskanzlei fest, dass die Initiative mit 105'553 gültigen Unterschriften zustande gekommen ist.

### Stellungnahme des Bundesrates
Der Bundesrat beantragte, der Bundesversammlung mit seinem Entwurf eines Bundesbeschlusses und der erläuternden Botschaft vom 15. März 2019 Volk und Ständen die Volksinitiative zur Ablehnung zu empfehlen. Gleichzeitig unterbreitete er den Entwurf eines Bundesgesetzes über die Gesichtsverhüllung, welcher als indirekter Gegenentwurf das Anliegen der Volksinitiative zu einem kleineren Teil aufnahm (Pflicht zur Enthüllung des Gesichts zwecks Identifizierung gegenüber einer schweizerischen Behörde), aber auf Gesetzesstufe, nicht wie die Volksinitiative auf Verfassungsstufe.
Der Bundesrat argumentierte in seiner Botschaft vom 15. März 2019, die Gesichtsverhüllung sei ein Randphänomen. Ein schweizweites Verbot beschneide die Rechte der Kantone, schade dem Tourismus und helfe den betroffenen Frauen nicht. Die Initiative sei unnötig, weil die Vollverschleierung schon heute als Ausdruck mangelnder Integration betrachtet werden kann und damit zur Folge haben könnte, dass keine Aufenthalts- oder Niederlassungsbewilligung erteilt oder die Einbürgerung verweigert wird. Wer eine Person zwingt, ihr Gesicht zu verhüllen, erfülle bereits heute den Straftatbestand der Nötigung (Art. 181). Die Initiative sei auch nicht nötig, um gegen vermummte Personen an Demonstrationen oder Sportanlässen vorzugehen; in 15 Kantonen gelte bereits ein Vermummungsverbot. Die bisher bestehende Kompetenz der Kantone zur Regelung dieser Frage nach ihren eigenen spezifischen Bedürfnissen werde unnötig eingeschränkt.

### Beratungen des Parlaments
Die Volksinitiative wurde zuerst vom Ständerat behandelt. Dieser folgte am 26. September 2019 mit 34 zu 9 Stimmen bei 2 Enthaltungen dem Antrag des Bundesrates auf eine ablehnende Abstimmungsempfehlung. Am 17. Juni 2020 beschloss auch der Nationalrat mit 114 zu 76 Stimmen bei 3 Enthaltungen, Volk und Ständen die Ablehnung der Initiative zu empfehlen. Für die Initiative stimmten die geschlossene Fraktion der SVP, zwei Drittel der Fraktion der Mitte, 2 Mitglieder der Fraktion FDP-Liberalen und 1 Mitglied der GLP, gegen die Initiative die geschlossene Fraktion der GPS, grosse Mehrheiten der Fraktionen der SP, der FDP-Liberalen und der GLP sowie ein Drittel der Fraktion der Mitte. Die Eidgenössischen Räte stimmten mit einigen Änderungen gegenüber dem Entwurf des Bundesrates dem indirekten Gegenentwurf zu, dem Bundesgesetz über die Gesichtsverhüllung. Das Gesetz kann, da es mit der durch die Volksinitiative vorgeschlagenen Verfassungsbestimmung nicht vereinbar ist, nur in Kraft treten, falls die Volksinitiative zurückgezogen oder abgelehnt wird.

## Meinungsumfragen
| Institut    | Auftraggeber | Datum            | Ja | Eher Ja | Unentschieden Keine Antwort | Eher Nein | Nein |
| ----------- | ------------ | ---------------- | -- | ------- | --------------------------- | --------- | ---- |
| LeeWas GmbH | Tamedia      | 19. Februar 2021 | 55 | 4       | 1                           | 3         | 37   |
| gfs.Bern    | SRG SSR      | 14. Februar 2021 | 38 | 11      | 4                           | 11        | 36   |
| LeeWas GmbH | Tamedia      | 5. Februar 2021  | 58 | 7       | 1                           | 6         | 28   |
| LeeWas GmbH | Tamedia      | 19. Januar 2021  | 52 | 11      | 2                           | 7         | 28   |
| gfs.Bern    | SRG SSR      | 18. Januar 2021  | 41 | 15      | 4                           | 12        | 28   |

Bemerkungen: Angaben in Prozent. Das Datum bezeichnet den mittleren Zeitpunkt der Umfrage, nicht den Zeitpunkt der Publikation der Umfrage.

## Volksabstimmung
Die Volksinitiative kam am 7. März 2021 zur Abstimmung.
Die acht grössten Parteien hatten folgende Abstimmungsparolen beschlossen:
- Ja: SVP und EDU
- Nein: FDP, GPS, glp, Mitte und SP
- Stimmenthaltung: EVP

Abstimmungsergebnisse nach Kantonen

Das Schweizer Volk nahm die Initiative knapp mit 51,21 % Ja-Stimmen an. Die Wahlbeteiligung betrug 51,40 %. Bemerkenswert am Abstimmungsergebnis war dieses Mal, dass die sonst häufig zu beobachtende Trennung der «welschen» Westschweizer Kantone von der deutschsprachigen Schweiz aufgehoben war. Auch die französischsprachige Schweiz stimmte mehrheitlich für die Vorlage.
| Kanton                           | Ja (%)  | Nein (%) | Beteiligung (%) |
| -------------------------------- | ------- | -------- | --------------- |
| Aargau                           | 53,61 % | 46,39 %  | 48,62 %         |
| Appenzell Ausserrhoden           | 49,13 % | 50,87 %  | 50,82 %         |
| Appenzell Innerrhoden            | 58,66 % | 41,34 %  | 45,67 %         |
| Basel-Landschaft                 | 53,40 % | 46,60 %  | 49,29 %         |
| Basel-Stadt                      | 40,61 % | 59,39 %  | 54,77 %         |
| Bern                             | 49,58 % | 50,42 %  | 49,47 %         |
| Freiburg                         | 55,88 % | 44,12 %  | 55,10 %         |
| Genf                             | 48,70 % | 51,30 %  | 52,70 %         |
| Glarus                           | 53,45 % | 46,55 %  | 46,06 %         |
| Graubünden                       | 49,60 % | 50,40 %  | 44,89 %         |
| Jura                             | 60,65 % | 39,35 %  | 44,05 %         |
| Luzern                           | 50,45 % | 49,55 %  | 51,56 %         |
| Neuenburg                        | 52,01 % | 47,99 %  | 45,76 %         |
| Nidwalden                        | 56,08 % | 43,92 %  | 55,69 %         |
| Obwalden                         | 56,25 % | 43,75 %  | 53,84 %         |
| Schaffhausen                     | 52,23 % | 47,77 %  | 68,87 %         |
| Schwyz                           | 60,16 % | 39,84 %  | 54,34 %         |
| Solothurn                        | 52,56 % | 47,44 %  | 51,62 %         |
| St. Gallen                       | 53,12 % | 46,88 %  | 48,16 %         |
| Tessin                           | 60,49 % | 39,51 %  | 45,39 %         |
| Thurgau                          | 53,92 % | 46,08 %  | 48,29 %         |
| Uri                              | 58,82 % | 41,18 %  | 43,75 %         |
| Waadt                            | 50,91 % | 49,09 %  | 55,69 %         |
| Wallis                           | 58,28 % | 41,72 %  | 60,96 %         |
| Zug                              | 50,43 % | 49,57 %  | 59,72 %         |
| Zürich                           | 45,21 % | 54,79 %  | 51,93 %         |
| Schweizerische Eidgenossenschaft | 51,21 % | 48,79 %  | 51,40 %         |

## Umsetzung der angenommenen Volksinitiative

### Inhalt
Da die Verfassungsbestimmung nicht direkt anwendbar ist, unterbreitete der Bundesrat am 12. Oktober 2022 der Bundesversammlung Botschaft und Entwurf für eine Umsetzung durch ein Bundesgesetz. Er stellte unter anderem den Antrag, dass Menschen, die an öffentlichen Orten ihr Gesicht verschleiern, künftig mit einer Busse bis 1'000 Schweizer Franken bestraft werden sollen; bestimmte Ausnahmen bleiben vorbehalten.
Für die Umsetzung des Verfassungsartikels wurde ein eigenes Bundesgesetz geschaffen. Das neue Gesetz verbietet die Gesichtsverhüllung an öffentlich zugänglichen Orten. Wer sich nicht an dieses Verbot hält, wird mit einer Busse bestraft. Die Busse beträgt höchstens 1'000 Franken. Neu ist zudem, dass die Missachtung des Gesichtsverhüllungsverbots in einem Ordnungsbussenverfahren geahndet werden kann. Das soll den Aufwand für die Kantone reduzieren und das Verfahren für die Betroffenen vereinfachen. Das Gesichtsverhüllungsverbot findet jedoch keine Anwendung in Flugzeugen im In- und Ausland sowie in diplomatischen und konsularischen Räumlichkeiten. Das Gesicht darf auch in Gotteshäusern und anderen Sakralstätten verhüllt werden. Ausserdem bleibt die Gesichtsverhüllung aus Gründen der Gesundheit, der Sicherheit, der klimatischen Bedingungen und des einheimischen Brauchtums (Fasnacht) erlaubt. Zulässig ist sie ebenso für künstlerische und unterhaltende Darbietungen sowie zu Werbezwecken.

### Beratung in den Eidgenössischen Räten
Kontrovers diskutiert wurde die Frage, ob die neue Verfassungsbestimmung auf Bundes- oder Kantonsebene umgesetzt werden soll. Die SVP merkte an, dass nur die Umsetzung auf Bundesebene den Volkswillen umsetzen könne; sie werde ausserdem von den Kantone einhellig gewünscht. Überliesse man die Umsetzung den Kantonen, bestünde die Gefahr – zumal einige Kantone die Initiative abgelehnt hatten –, dass die Umsetzungsbestimmungen in den Kantonen per Referendum bekämpft werden. Auf der anderen Seite warnten einige vor einer Aushöhlung des Föderalismus: Wenngleich die Kantone eine nationale Regelung befürworten, um einen Flickenteppich zu vermeiden, sei die Umsetzung auf kantonaler Ebene problemlos möglich; es würden «ungleich komplexere» Sachverhalte auf Kantonsebene geregelt. Nur weil eine Bestimmung in die Bundesverfassung aufgenommen wurde, heisse das nicht, dass sie der Bund regeln dürfe. (Nach Art. 3 BV muss jede Bundeskompetenz einzeln begründet werden.)
Eine Minderheit um Hans Stöckli (SP) versuchte im Ständerat, die Ausnahmen auszuweiten. Als Beispiele genannt wurden jene Fälle, in denen jemand bei einer Demonstration zum Schutz seiner Persönlichkeit anonym bleiben möchte, etwa Opfer häuslicher Gewalt oder Tibeter, die gegen das chinesische Regime demonstrieren. Der Nationalrat folgte den Beschlüssen des Ständerates. Das Bundesgesetz über das Verbot der Verhüllung des Gesichts (BVVG) wurde am 29. September 2023 vom Nationalrat mit 163 zu 31 Stimmen bei 2 Enthaltungen und vom Ständerat mit 35 zu 4 Stimmen bei 5 Enthaltungen angenommen.

## Fussnoten
1. ↑  Egerkinger Komitee – Über uns auf der Website des Egerkinger Komitees, abgerufen am 14. März 2021.
2. ↑  Gesetz zur «Burka-Initiative» - Bis zu 1000 Franken Busse für Verstösse gegen Verhüllungsverbot. In: srf.ch. 6. November 2024, abgerufen am 6. November 2024.
3. ↑  BBl 2016 1669 – Eidgenössische Volksinitiative «Ja zum Verhüllungsverbot». Vorprüfung In: admin.ch
4. ↑  Bundeskanzlei: Verfügung über die Vorprüfung der Volksinitiative. In: Bundesblatt. 1. März 2016, abgerufen am 21. Februar 2021.
5. ↑  Webseite des Egerkinger Komitees. Abgerufen am 21. Februar 2021.
6. ↑  Initiativkomitee Ja zum Verhüllungsverbot: Trägerschaft. In: verhuellungsverbot.ch. Abgerufen am 21. Februar 2021.
7. ↑  Initiativkomitee Ja zum Verhüllungsverbot: Argumente. In: verhuellungsverbot.ch. Abgerufen am 21. Februar 2021.
8. ↑  Andreas Kley, Christina Müller, Benjamin Schindler: Art. 10a BV. In: St. Galler Kommentar. 4. Auflage. Band 1. Schulthess/Dike, 2023, S. 633 f.
9. ↑  Christoph Erass: Art. 22 BV. In: St. Galler Kommentar. 4. Auflage. Band 1. Schulthess/Dike, 2023, N 42.
10. ↑  Andreas Kley, Christina Müller, Benjamin Schindler: Art. 10a BV. In: St. Galler Kommentar. 4. Auflage. Band 1. Schulthess/Dike, 2023, S. 635–637.
11. ↑  10.333 Standesinitiative Aargau. Nationales Verhüllungsverbot im öffentlichen Raum. In: Geschäftsdatenbank Curiavista des Parlaments (mit Links zum Text der Initiative, zu den Verhandlungen der Räte und weiteren Parlamentsunterlagen). Abgerufen am 21. Februar 2021.
12. ↑  11.3042 Motion Fehr Hans. Nationales Vermummungsverbot. In: Geschäftsdatenbank Curiavista des Parlaments (mit Links zum Text der Motion, zur Stellungnahme des Bundesrates, zu den Verhandlungen der Räte und weiteren Parlamentsunterlagen). Abgerufen am 21. Februar 2021.
13. ↑  14.467 Parlamentarische Initiative Wobmann. Verbot der Verhüllung des eigenen Gesichts. In: Geschäftsdatenbank Curiavista des Parlaments (mit Links zum Text der Initiative, zu den Verhandlungen der Räte und weiteren Parlamentsunterlagen). Abgerufen am 21. Februar 2021.
14. ↑  Bundesrat: Botschaft zur Volksinitiative «Ja zum Verhüllungsverbot» und zum indirekten Gegenvorschlag (Bundesgesetz über die Gesichtsverhüllung). In: Bundesblatt. 15. März 2019, S. 2930–2932, abgerufen am 21. Februar 2021.
15. ↑  Bundesrat: Botschaft zur Volksinitiative «Ja zum Verhüllungsverbot» und zum indirekten Gegenvorschlag (Bundesgesetz über die Gesichtsverhüllung). In: Bundesblatt. 15. März 2019, S. 2932, abgerufen am 21. Februar 2021.
16. ↑  Bundesrat: Botschaft zur Volksinitiative «Ja zum Verhüllungsverbot» und zum indirekten Gegenvorschlag (Bundesgesetz über die Gesichtsverhüllung). In: Bundesblatt. 15. März 2019, S. 2930, abgerufen am 21. Februar 2021.
17. ↑  Bundesrat: Botschaft zur Volksinitiative «Ja zum Verhüllungsverbot» und zum indirekten Gegenvorschlag (Bundesgesetz über die Gesichtsverhüllung). In: Bundesblatt. 15. März 2019, S. 2922–2928, abgerufen am 21. Februar 2021.
18. ↑  Bundeskanzlei: Verfügung über die Vorprüfung der Volksinitiative. In: Bundeskanzlei. 1. März 2016, abgerufen am 21. Februar 2021.
19. ↑  Bundeskanzlei: Verfügung über das Zustandekommen der Volksinitiative. In: Bundeskanzlei. 11. Oktober 2017, abgerufen am 21. Februar 2021.
20. ↑  Bundesrat: Botschaft zur Volksinitiative «Ja zum Verhüllungsverbot» und zum indirekten Gegenvorschlag (Bundesgesetz über die Gesichtsverhüllung). In: Bundesblatt. 15. März 2019, abgerufen am 21. Februar 2021.
21. ↑  19.023 Ja zum Verhüllungsverbot. Volksinitiative und indirekter Gegenvorschlag. In: Geschäftsdatenbank Curiavista des Parlaments (mit Links zur Botschaft des Bundesrates, zu den Verhandlungen der Räte und weiteren Parlamentsunterlagen). Abgerufen am 21. Februar 2021.
22. ↑  Abstimmungen vom 7. März 2021. Parolenspiegel. Abgerufen am 21. Februar 2021.
23. ↑  Vorlage Nr. 638 Provisorisches amtliches Ergebnis, Volksabstimmung vom 07.03.2021 Volksinitiative «Ja zum Verhüllungsverbot». Schweizerische Bundeskanzlei, abgerufen am 8. März 2021.
24. ↑  Botschaft zum Bundesgesetz über das Verbot der Verhüllung des Gesichts. In: Bundesblatt. 2022 (admin.ch [PDF]).
25. ↑  Bundesgesetz über das Verbot der Verhüllung des Gesichts (BVVG). In: Systematische Sammlung des Bundesrechts. Abgerufen am 2. Oktober 2023.
26. 1 2  22.065 Bundesgesetz über das Gesichtsverhüllungsverbot. In: Geschäftsdatenbank Curia Vista des Parlaments. Abgerufen am 2. Oktober 2023 (mit Links auf die Botschaft des Bundesrates, die Verhandlungen der Eidgenössischen Räte und weitere Parlamentsunterlagen).
27. ↑  Giovanni Biaggini: BV Kommentar: Bundesverfassung der Schweizerischen Eidgenossenschaft (= Orell Füssli Kommentar (OFK)). 2. Auflage. Orell Füssli Verlag, Zürich 2017, ISBN 978-3-280-07320-9, S. 94.